# Paracharilaus curvicollis
Paracharilaus curvicollis is een rechtvleugelig insect uit de familie Charilaidae. De wetenschappelijke naam van deze soort is voor het eerst geldig gepubliceerd in 1910 door Karny.